# Ouvertüre: Cagliostro in Wien
Ouvertüre: Cagliostro in Wien är en ouvertyr av Johann Strauss den yngre. Den spelades första gången den 1 februari 1875 i Wien.

## Historia
Premiären av Johann Strauss operett Cagliostro in Wien (den 27 februari 1875 på Theater an der Wien) överskuggades av två andra musikhändelser: det första framförandet av Johannes Brahms Ein deutsches Requiem och en konsert dirigerad av Richard Wagner. Medveten om detta skrev musikkritikern Ludwig Speidel i Fremden-Blatt den 3 mars 1875: "Att i samma andetag nämna Richard Wagner, Johannes Brahms och Johann Strauss - är det en synd? Hur som helst tillåter jag mig att göra det". Speidel nämner även två musikaliska höjdpunkter i akt II: "Den första är sextetten (egentligen en dubblerad trio) av de gamla kvinnorna: 'Wundermann, hör' uns an' - en struttande polka med spännande effekt - och den andra är valsduetten i D-Dur... som andas av Wiens danssjäl". Båda teman förekommer dessutom i ouvertyren.
Allegrot som inleder ouvertyren bygger på Blasonis ord "Immer vorwärts" i kvartetten (Nr. 3) i akt I. Efter en klarinettkadens följer ackompanjemanget till Frau Adamis ord "Ja ja! So war ich, die Locken" (Nr. 11) från trion i akt II och denna trio är också källa till "Poco meno" delen som följer. Sedan kommer en Allegro-passage byggd på delar av kvintetten (Nr. 7) i akt I sjungen av Cagliostro till orden "Geschwindigkeit ohne Hexerei". Valstempot är en försmak av duetten (Nr. 13) i akt II mellan Cagliostros betjänt Blasoni och Frau Adami: "Könnt' ich mit Ihnen fliegen durchs Leben". Därpå följer en Allegro-del återigen byggd på "Immer vorwärts" vilken leder vidare till ett Allegretto (Nr. 9) från akt II, som ackompanjerar sextetten ("Wundermann, laß in neuem Glanz wieder uns eilen froh zum Tanz"). Efter en repris av valstempot kommer musik från finalen till akt III ("Hörst Du, es nahen schon die Rächer") som avrundar hela ouvertyren.
Märkligt nog uppfördes ouvertyren till Cagliostro in Wien före själva operetten. Johann Strauss dirigerade själv stycket med Capelle Strauss under en paus vid "Concordiabalen" i Sofenbad-Saal den 1 februari 1875. Kommittén för "Concordiabalen" hade av tradition alltid utlovat en musikaliska överraskning under den timslånga pausen och enligt tidningen Fremden-Blatt hälsades ouvertyren med stormande applåder. Att ouvertyren framfördes före operetten kan ha berott på att Cagliostro in Wien ursprungligen var tänkt att ha premiär tre veckor tidigare, den 15 januari 1875.

## Om verket
Speltiden är cirka 7 minuter och 2 sekunder plus minus några sekunder beroende på dirigentens musikaliska tolkning.

## Weblänkar
- Ouvertüre: Cagliostro in Wien i Naxos-utgåvan.